# Svartvik
Svartvik – miejscowość (tätort) w Szwecji, w regionie administracyjnym (län) Västernorrland, w gminie Sundsvall.
Według danych Szwedzkiego Urzędu Statystycznego liczba ludności wyniosła: 974 (31 grudnia 2018) i 981 (31 grudnia 2019).